# Deroceras vascoana
Deroceras vascoana é uma espécie de gastrópode  da família Agriolimacidae.
Pode ser encontrada nos seguintes países: França e Espanha.